# Vieja Europa y Nueva Europa

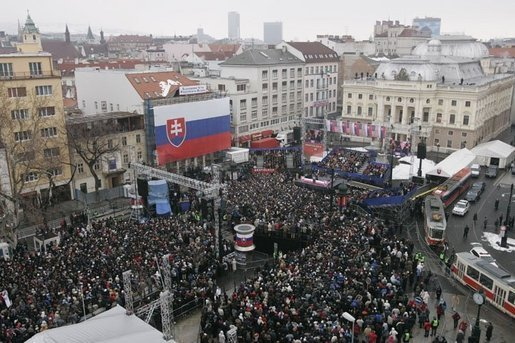
El presidente estadounidense George W. Bush y el primer ministro de Eslovaquia, Mikulas Dzurinda, son recibidos por una multitud de miles reunidos en la plaza Hviezdoslavovo de Bratislava (febrero de 2005).

Vieja Europa y Nueva Europa son términos utilizados para contrastar partes de Europa entre sí de manera retórica. En el siglo XXI, los analistas políticos conservadores de los Estados Unidos han utilizado los términos para describir los países de la era post-comunista en Europa central y oriental como 'más nuevos' y partes de Europa occidental como 'más antiguos', lo que sugiere que estos últimos eran menos importantes. El término Vieja Europa atrajo la atención cuando fue utilizado por el entonces Secretario de Defensa de Estados Unidos Donald Rumsfeld en enero de 2003 para referirse a los países europeos democráticos antes de la caída del comunismo en Europa, después de lo cual un número significativo de nuevos miembros se unieron a la OTAN, la Unión Europea y otros organismos europeos.
La vieja Europa puede significar, en un sentido más amplio, la Europa de un período histórico más antiguo, en contraposición a un período histórico más reciente. Antes del uso de Rumsfeld, el término se había utilizado en varios contextos históricos para referirse a Europa como el "Viejo Mundo" en oposición a América como el "Nuevo Mundo" o, en el uso marxista, a Europa a la espera de revoluciones comunistas.

## Definición de Rumsfeld
El 22 de enero de 2003, Rumsfeld respondió a una pregunta del periodista neerlandés Charles Groenhuijsen sobre la posible invasión estadounidense de Irak:

P: Señor, una pregunta sobre el estado de ánimo entre los aliados europeos. Estabas hablando del mundo islámico hace un segundo. Pero ahora los aliados europeos. Si miras, por ejemplo, Francia, Alemania, también mucha gente en mi propio país (por cierto, soy de la televisión pública holandesa), parece que muchos europeos prefieren dar el beneficio de la duda a Saddam Hussein que al presidente George Bush. Estos son aliados de Estados Unidos. ¿Qué opinas de eso?

Rumsfeld: Bueno, es ... ¿qué hago con eso?

P: No tienen clérigos. Allí no tienen clérigos musulmanes.

Rumsfeld: ¿Me estás ayudando? (risas) ¿Crees que necesito ayuda? (risas)

¿Qué pienso al respecto? Bueno, no hay nadie vivo que no prefiera la unanimidad. Quiero decir, siempre te gustaría que todos se pusieran de pie y digan: ¡Así se hace! Eso es lo correcto, Estados Unidos.

Ahora, rara vez encontramos unanimidad en el mundo. Fui embajador en la OTAN, y yo... cuando íbamos a hacer una propuesta, no habría unanimidad. Ni siquiera habría comprensión. Y tendríamos que ser persuasivos. Tendríamos que mostrar razones. Tendríamos que... tendríamos que dar fundamentos. Tendríamos que mostrar hechos. Y, caramba, descubrí que Europa se da en cualquier tema importante: si hay liderazgo y si tiene razón, y si sus hechos son convincentes, Europa responde. Y siempre lo han hecho.

Ahora, estás pensando en Europa como Alemania y Francia. Yo no. Creo que esa es la vieja Europa. Si miras a toda la Europa de la OTAN hoy, el centro de gravedad se está desplazando hacia el este. Y hay muchos miembros nuevos. Y si solo toma la lista de todos los miembros de la OTAN y todos los que han sido invitados recientemente, ¿cuál es? ¿26, algo así? Tienes razón. Alemania ha sido un problema y Francia ha sido un problema.

P: Pero las encuestas de opinión...

Rumsfeld: Pero, un momento. Solo un minuto. Pero observa un gran número de otros países de Europa. No están con Francia y Alemania en esto, están con Estados Unidos.

La expresión se interpretó como una indirecta contra una Europa occidental "esclerótica" y anticuada. Esos países, agregó Rumsfeld en la misma ocasión, "no tienen importancia". Se convirtió en un símbolo potente, especialmente después de que surgiera la división sobre Irak entre Francia y Alemania y algunos de los nuevos participantes y postulantes de Europa central y sudoriental a la OTAN y la Unión Europea.
Rumsfeld afirmaría más tarde que su comentario fue "involuntario" y que había querido decir "vieja OTAN" en lugar de "vieja Europa". Durante su tiempo como embajador ante la OTAN, había sólo 15 miembros de la alianza, y Francia y Alemania habían jugado un papel mucho más importante que después de la admisión de muchos países nuevos (particularmente de Europa del Este). No obstante, afirma que "le divirtió el alboroto" cuando se debatió el término.
Se acumuló más tensión diplomática cuando Rumsfeld señaló en febrero de 2003 que Alemania, Cuba y Libia eran las únicas naciones que se oponían por completo a una posible guerra en Irak (una declaración que era formalmente correcta en ese momento). Esto fue interpretado por muchos que pondría a Alemania en un nivel común con dictaduras que violan los derechos humanos.

## Desarrollos posteriores
La traducción alemana altes Europa fue la palabra del año 2003 en Alemania, porque los políticos y comentaristas alemanes respondieron usándola a menudo de una manera sarcástica. Se usaba con frecuencia con orgullo y una referencia a una posición percibida de mayor integridad moral. Los términos altes Europa y Old Europe (traducción al inglés) han aparecido posteriormente en el discurso económico y político europeo. Por ejemplo, en una presentación en enero de 2005 del avión Airbus A380, el canciller alemán Gerhard Schröder dijo: "Existe la tradición de la vieja Europa que lo ha hecho posible". Un artículo de la BBC sobre la inauguración dijo que Schröder "redefinió deliberadamente la frase utilizada anteriormente por... Rumsfeld". Fuera del uso de Rumsfeld de "Vieja Europa", también apareció el término Nueva Europa (y neues Europa y New Europe), que indica los estados europeos que apoyaron la guerra, los estados de Europa Central que habían sido recientemente aceptados en la UE, o una nueva Europa económica y tecnológicamente dinámica y liberal, que a menudo incluye al Reino Unido.
La frase siguió utilizándose después del mandato de Rumsfeld. En un discurso en marzo de 2009 ante el Congreso de los Estados Unidos, el primer ministro británico Gordon Brown dijo: "No existe la vieja Europa, no hay una nueva Europa. Sólo existe su amiga Europa", que el periódico estadounidense The Boston Globe calificó como "un tiro indirecto" a Rumsfeld. El mes siguiente, hablando en Praga, el presidente de Estados Unidos Barack Obama, haciéndose eco de las palabras de Brown, dijo: "en mi opinión, no existe la vieja Europa ni la nueva Europa. Sólo existe una Europa unida".

## Usos anteriores
El Manifiesto Comunista de Karl Marx y Friedrich Engels comienza con estas palabras:

Un espectro se cierne sobre Europa: el espectro del comunismo. Contra este espectro se han conjurado en santa jauría todas las potencias de la vieja Europa, el Papa y el zar, Metternich y Guizot, los radicales franceses y los polizontes alemanes.

Cuando Marx utilizó el término en 1848, el año de las revoluciones liberales fallidas en Europa, se refería a la restauración de las dinastías del Antiguo Régimen, tras la derrota de Napoleón. De sus tres juegos de pares, cada par vincula figuras que en la superficie podrían considerarse adversarios, en alianzas que él claramente ve como no santas. Una "vieja Europa" debe encontrar un contraste mental con una "Nueva Europa" postulada.
En su libro La Hora de los Pueblos (1968), el político argentino Juan Domingo Perón utilizó la frase cuando se enunció los principios fundamentales de su presunta nueva visión política Tricontinental:

Como Mao encabeza Asia, Nasser el África y De Gaulle a la vieja Europa y la lucha de Castro en Latinoamérica, millones de hombres de todas las latitudes luchan en la actualidad por su liberación y la de sus patrias.